# Kranzmütze

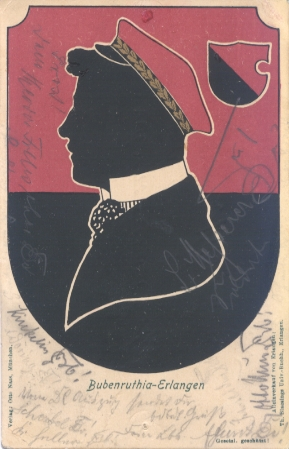
Couleurkarte der Bubenruthia

Eine Kranzmütze ist eine alte burschenschaftliche Form der Studentenmütze und hat statt des Farbenbandes einen Samtstreifen mit aufgestickten Eichenlaubblättern, welche einen Kranz um die Mütze bilden.
Die Gestaltung orientierte sich dabei einerseits an der Jenaischen Burschenfahne vom 31. März 1816, welche aus drei Farbbahnen rot-schwarz-rot und einem goldenen Eichenreis auf der schwarzen Bahn bestand, andererseits am sogenannten „Feierkleid“ (einer Art Chargenwichs) der Jenaischen Burschenschaft, einem altdeutschen Rock aus schwarzem Samt mit roten Aufschlägen, welche mit goldenem Eichenlaub bestickt waren.
Sie tauchte zuerst 1830 bei der Arminia in Jena (die Urburschenschaft hatte sich in eine Teutonia, Germania und Arminia gespalten) in Form einer roten Mütze mit schwarzem Samtstreifen und goldenem Eichenkranz auf. Möglich ist, dass die damalige Germania zur Abgrenzung schwarze Mützen mit rotem Samtstreifen und goldenem Eichenkranz getragen hat. Von weiteren Abspaltungen der Arminia bzw. seit 1833 „Burschenschaft auf dem Burgkeller“ (heutige Burschenschaft Arminia auf dem Burgkeller), der „Burschenschaft auf dem Fürstenkeller“ (heutige Jenaische Burschenschaft Germania) und der „Burschenschaft auf dem Bären“, ist bekannt, dass sie im Sommersemester 1843 und im Wintersemester 1843/44 ebenfalls die rote Kranzmütze getragen haben, um ihren Anspruch, Abkömmling der alten Burschenschaft zu sein, zu bekräftigen.
Als alte Burschenschaft von 1817 trägt auch die Erlanger Burschenschaft der Bubenreuther die rote Kranzmütze. In anderen Erscheinungsformen ist sie in der Burschenschaft noch bei folgenden Bünden zu finden: Burschenschaft Thessalia Prag (schwarze Mützen mit bordeauxrotem Samtstreifen und silbernem Eichenkranz mit Paillettenstickerei), Burschenschaft Teutonia Danzig (blaue Mützen mit schwarzem Samtstreifen und goldenem Eichenkranz) und der Saarbrücker Burschenschaft Germania (schwarze Mützen mit bordeauxrotem Samtstreifen und goldenem Eichenkranz).
Vier dem Schwarzburgbund angehörige christliche Burschenschaften zeigen ihre Verbundenheit mit den Idealen der Urburschenschaft in Form einer Kranzmütze. Es sind dies die Burschenschaft Rheno-Germania Bonn (bordeauxrote Mütze mit schwarzem Samtstreifen und goldenem Eichenkranz), die Burschenschaft Vandalia auf dem Loretto zu Freiburg im Breisgau (rote Mütze mit schwarzem Samtstreifen und goldenem Eichenkranz), die Burschenschaft Teutonia Nürnberg (violette Mütze mit rotem Samtstreifen und goldenem Eichenkranz) sowie die Burschenschaft Nassovia zu Saarbrücken (blaue Mütze mit weißem Samtstreifen und goldenem Eichenlaub).

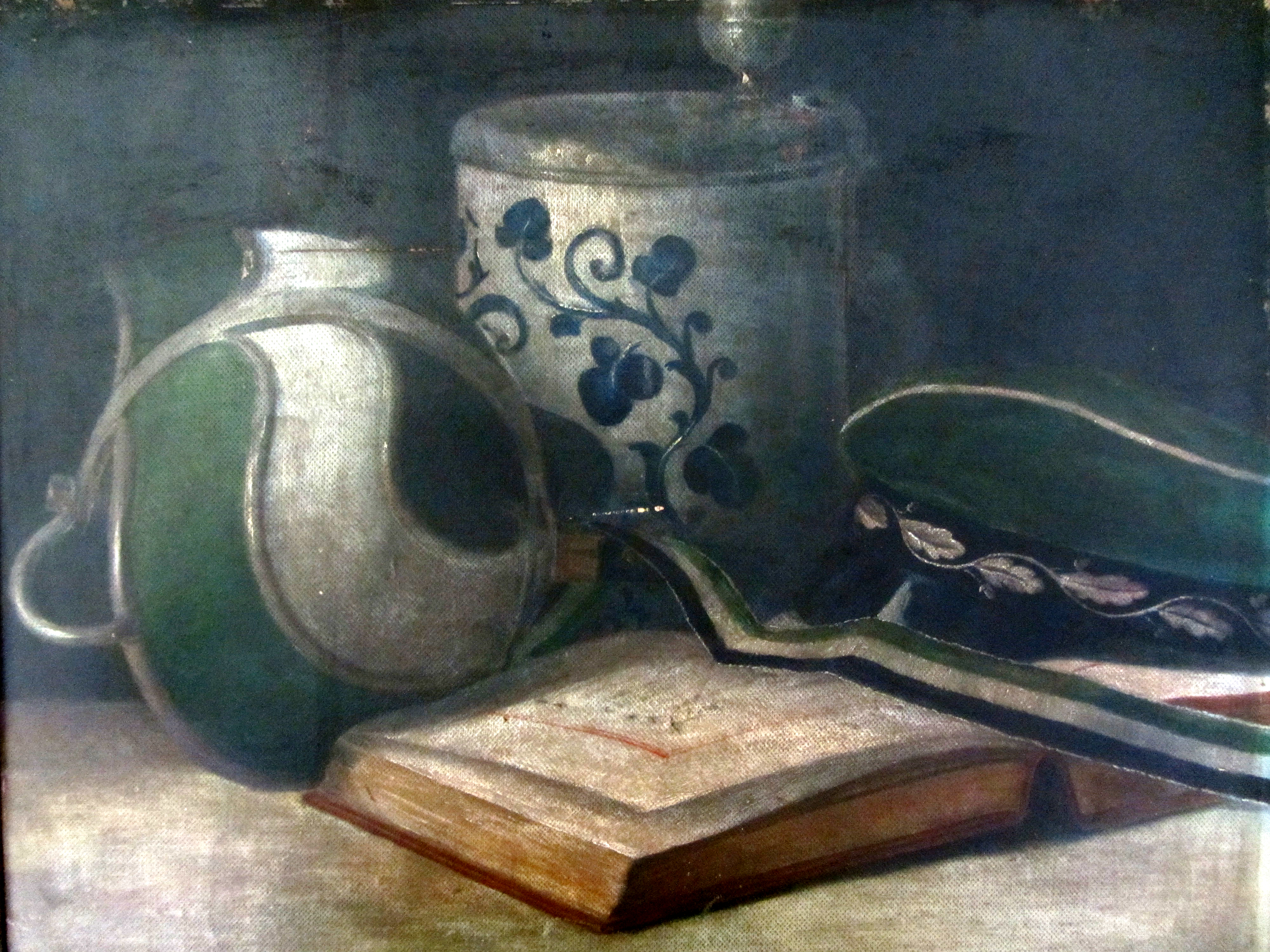
Stillleben mit Couleurgegenständen; rechts eine Kranzmütze (Schyria München)

Auch die Gründerin des Schwarzburgbundes, die CStV Uttenruthia Erlangen von 1836 (erste christliche nichtschlagende Verbindung), trägt eine weiße Kranzmütze mit schwarzem Samtstreifen und goldenem Eichenkranz. Dies wurde im Wintersemester 1891/92 beschlossen, nachdem zuvor sowohl Kranzmütze als auch Tellermütze nebeneinander getragen wurden. Diesem Beispiel schloss sich im Wintersemester 1959/60 die Schwarzburgverbindung Herminonia München bei der Wiedereinführung ihres 1954 abgeschafften Kopfcouleurs an und wählte eine grüne Mütze mit schwarzem Samtstreifen und goldenem Eichenkranz.
Bei der Sängerschaft Germania Berlin wurde 1896 ebenfalls eine grüne Kranzmütze mit goldener Eichenstickerei als Couleur angenommen. Ab 1912 trug die Alte Frankfurter Burschenschaft Teutonia die Kranzmütze aus schwarzem Samt, Band rot-schwarz mit goldenen Eichenlaubkranz. Dieses Kopfcouleur wurde von der Burschenschaft Franco-Moenania übernommen, aus der die Burschenschaft Teuto-Borussia entstand, bei der aus Tradition die Alten Herren diese Mütze trugen und tragen.